# Klatrende rhodotypos
Rhodotypos (Rhodotypos scandens) er en løvfældende busk med en opret, stivgrenet vækstform. Sidegrenene er dog mere overhængende. 

## Beskrivelse
Barken er først lysegrøn og let furet, senere bliver den olivengrøn og til sidst brun. Knopperne er små, modsatte, kegleformede og lysegrønne med brun spids. Bladene er ægformede med lang spids og dobbelt savtakket rand. Oversiden er klart grøn og en smule blank, mens undersiden er mere mat og lidt lysere. 
Blomsterne er store og hvide (ligner hindbærblomster i formen). Frugterne ligner sorte Korbær, men frugtkødet er helt tørt. Frøene modner godt og spirer villigt.
Rodnettet består af nogle få, kraftige og vidt udbredte hovedrødder med højtliggende siderødder.
Højde x bredde og årlig tilvækst: 2 x 2 m (40 x 40 cm/år).

## Hjemsted
Rhodotypos hører hjemme i blandede, lyse løvskove på tør bund i Kina, Korea og Japan. 
I naturreservatet Taishaku-kyo slugten i Japan findes den sammen med bl.a. Acer mono, Buxus microphylla, Eupatorium japonicum, Lespedeza tomentosa og Paeonia obovata. 
Den regnes for landskabsukrudt i USA på grund af dens aggressive spredning i skovbryn og langs skovveje.
- Rhodotypos-frugter
- Vækstform
- Rhodotypos scandens - Museum specimen